# Viktor Bunyakovsky
Viktor Yakovlevich Bunyakovsky (em russo:  Виктор Яковлевич Буняковский; Bar (Ucrânia), Império Russo, 16 de dezembro de 1804 — São Petersburgo, Império Russo, 12 de dezembro de 1889) foi um matemático russo. Foi membro e depois vice-presidente da Academia de Ciências da Rússia.
Trabalhou com mecânica teórica e teoria dos números, sendo a ele creditado a descoberta anterior da desigualdade de Cauchy-Schwarz, provando-a para o caso dimensionalmente infinito em 1859, alguns anos antes do trabalho de Hermann Amandus Schwarz sobre o assunto.

## Trabalho científico e pedagógico
Após sete anos no exterior, Bunyakovsky retornou a São Petersburgo em 1826 e começou a lecionar e pesquisar, que exerceu durante grande parte de sua vida. Além dos cursos universitários de matemática analítica, equações diferenciais e teoria das probabilidades, ele também preparou programas e manuais de ensino para escolas e academias militares russas.
Ele lecionou matemática e mecânica no Primeiro Corpo de Cadetes (mais tarde Academia Naval) de 1826 a 1831 e no Instituto de Comunicações em São Petersburgo.
De 1828 a 1864, Bunyakovsky foi vinculado às classes de oficiais da Academia Naval de São Petersburgo.
De 1846 a 1880, Bunyakovsky foi professor na Universidade de São Petersburgo em São Petersburgo, Rússia.
Juntamente com suas responsabilidades de ensino, Bunyakovsky fez contribuições científicas significativas na teoria dos números e teoria da probabilidade. Seus outros interesses científicos incluíam: física matemática, física da matéria condensada, análise matemática, equações diferenciais, matemática atuarial e educação matemática com foco na terminologia matemática.
Ele trabalhou em mecânica teórica e teoria dos números (ver: conjectura de Bunyakovsky). Ele é creditado com uma descoberta precoce da desigualdade de Cauchy-Schwarz, provando-a para o caso de dimensão infinita em 1859, muitos anos antes da pesquisa de Hermann Schwarz sobre o assunto.
Bunyakovsky é um autor de Fundamentos da teoria matemática da probabilidade (1846). Bunyakovsky publicou cerca de 150 artigos de pesquisa.